# مفطورة تمساحية
مفطورة تمساحية (الاسم العلمي: Mycoplasma alligatoris) هي نوع من البكتيريا تتبع جنس المفطورة من فصيلة المفطورات.